# Opius unifactus
Opius unifactus är en stekelart som beskrevs av Fischer 1963. Opius unifactus ingår i släktet Opius och familjen bracksteklar. Inga underarter finns listade i Catalogue of Life.